# Tulelake
Tulelake, fundada en 1937 es una ciudad ubicada en el condado de Siskiyou en el estado estadounidense de California. En el año 2009 tenía una población de 961 habitantes y una densidad poblacional de 961 personas por km².

## Geografía
Tulelake se encuentra ubicada en las coordenadas 41°57′15″N 121°28′33″O / 41.95417, -121.47583. Según la Oficina del Censo, la ciudad tiene un área total de 1 km² (0,4 mi²), de la cual 1 km² (0,4 mi²) es tierra y 0 km² (0 mi²) (0%) es agua.

## Demografía
Según la Oficina del Censo en 2000 los ingresos medios por hogar en la localidad eran de $23,750, y los ingresos medios por familia eran $27,750. Los hombres tenían unos ingresos medios de $28,088 frente a los $22,500 para las mujeres. La renta per cápita para la localidad era de $10,244. Alrededor del 34.6% de la población estaban por debajo del umbral de pobreza.